# Léon Sazie
Jean Eugène Léon Sazie, né le 15 octobre 1862 à Oran, en Algérie, et mort le 15 janvier 1939 à Suresnes, est un écrivain français.
Il reste surtout connu pour avoir créé en 1909 le personnage de Zigomar, le roi du crime à la cagoule rouge qui dirige la bande des « Z ».

## Carrière

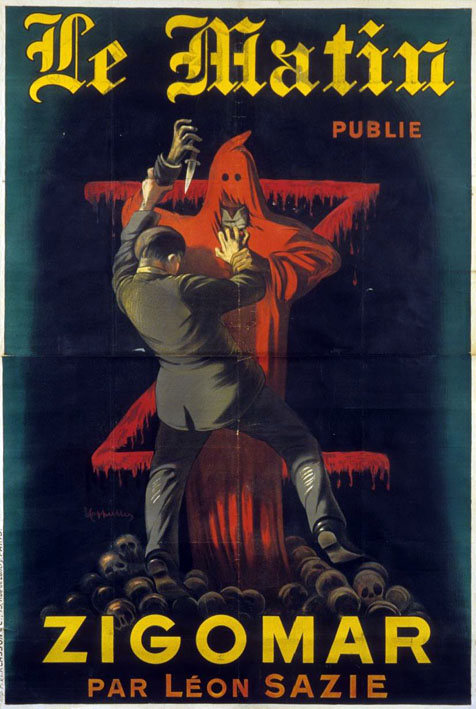
Zigomar de Léon Sazie, roman-feuilleton publié dans le journal Le Matin.
Affiche promotionnelle par Leonetto Cappiello, 1909.

Fils d'un négociant originaire d'Asson devenu président de la Chambre de commerce d'Oran, Léon Sazie fait ses études à Orthez, puis devient chroniqueur pour Le Journal, La Liberté et le mensuel Je sais tout. Socialiste et dreyfusard, il est « brillant escrimeur [et se bat] plusieurs fois en duel ». Il est d'ailleurs réputé pour avoir inventé la pointe d'arrêt à trois branches, innovation qui permet d'éviter les accidents dans cette discipline.
Il tente sa chance dans une carrière au théâtre et signe plusieurs pièces : Un gendre au cassoulet (1892), Bisbis de ménage (1893), Jacques l'honneur (1894). N'obtenant guère de succès, il se tourne vers le roman-feuilleton où il donne d'abord des intrigues criminelles, mais également des romans sentimentaux et des récits d'aventures. Il mêle souvent le genre policier aux romans d'aventures et d'espionnage.
En 1908, il amorce les aventures de Martin Numa, surnommé « le roi des policiers » dans les colonnes du journal L'Œil de la police. L'année suivante, il crée Zigomar qui, à l'inverse de Martin Numa, est le roi du crime. Cet anti-héros, qui incarne le Mal et vend même ses services aux Allemands, fait la renommée de Léon Sazie. Héros d'un feuilleton de 164 épisodes publiés dans le journal Le Matin, Zigomar a droit en 1913 à une réédition de ses aventures, sous forme de fascicules, chez l'éditeur Ferenczi. La popularité du personnage est telle que son effigie figure à l'époque sur des paquets de pain d'épices, des pipes ou des boîtes d'allumettes vendus dans les fêtes foraines. En 1916, Sazie écrit pour son héros fétiche une nouvelle aventure, Zigomar au service de l'Allemagne, avant de donner Zigomar contre Zigomar en 1924 et de clore le cycle avec une série de nouvelles recueillies dans Un nouveau coup de Zigomar en 1939.

## Œuvre (liste partielle)

### Romans

#### SérieMartin Numa
- Martin Numa, roi des policiers (1907)
- Le Pouce (1907), réédité sous le titre Le Pouce fatal
- La Belle Dangereuse (1928)
- Le Double mort (1931)
- L'Homme aux ongles bleus (1931)
- Les Tueurs de mannequins (1931)
- Les Ombres qui tuent (1931)
- La Peau du tatoué (1931)
- La Belle Vampire (1931)
- Le Silence rouge (1931)
- Les Bourreaux invisibles (1931)
- La Chanteuse aux poignards (1931)
- Le Domino fatal (1931)
- Martin Numa roi des policiers, (1931) lire en ligne sur Gallica

#### SérieZigomar

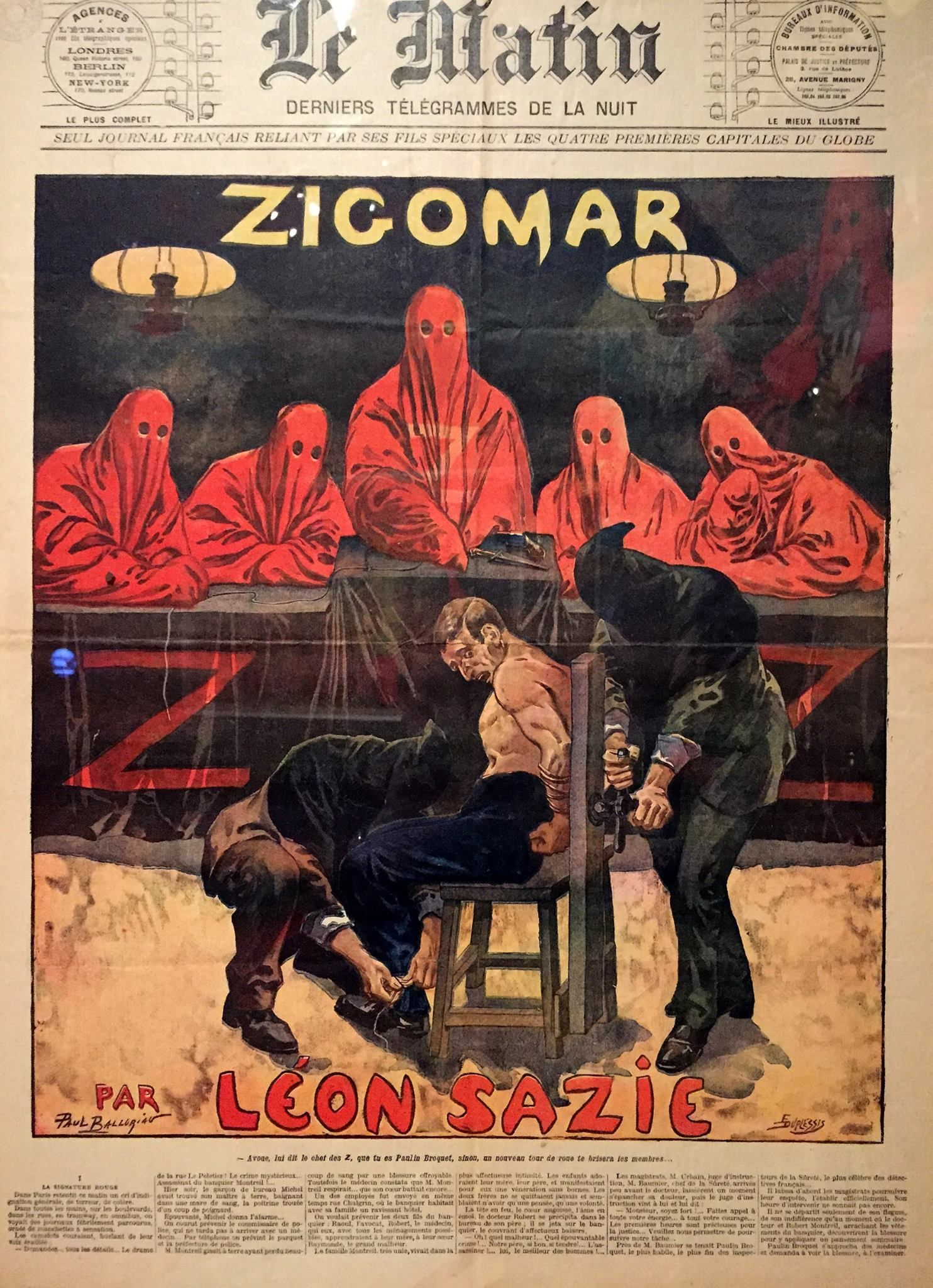
Zigomar de Léon Sazie, roman-feuilleton publié dans le journal Le Matin.
Illustration de Paul Balluriau.

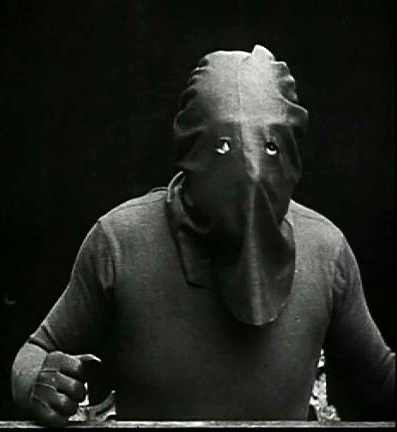
Photogramme d'une adaptation cinématographique de Zigomar, réalisée par Victorin Jasset.

- Zigomar (1910), réédité sous le titre Riri la jolie
- La Femme rousse (1910), réédité sous le titre My Darling
- Peau d'anguille (1912), réédité sous le titre 'Zigomar au service de l'Allemagne
- Bouche-en-cœur (1917)
- Zigomar contre Zigomar (1924)
- Un nouveau coup de Zigomar (1939), Le Livre national. Nouvelle série. N° 63, Tallandier, 223 p. lire en ligne sur Gallica

#### Autres romans
- Jacques L'Honneur (1895), version romancée de la pièce éponyme
- Chérie et maudite (1897)
- Larmes d'or et Gâteau de plomb (1898)
- Le Bouton de gant (1912)
- Baiser de femme (1912)
- Mirobal (1914)
- Un double amour (1914)
- Bochemar (1916)
- Tréflar (1919)
- Le Secret du yacht blanc (1921), réédité sous le titre Le Yacht blanc
- La Dévorante (1923)
- Mensonges de femme (1924)
- Enfants de Paris : roman d'amour (1925)
- La Voleuse de bonheur (1925)
- La Danseuse errante (1925)
- Le Martyre de Lucienne (1926)
- À force d'aimer (1926)
- Vincenza (1926)
- La Joie douloureuse (1927)
- La Martyre blonde (1927)
- L'amour fait souffrir (1927)
- Mon cœur est à toi (1927)
- La Conquête d'une âme (1927)
- L'Aurore du bonheur (1927)
- La Reine des ranchs (1927)
- J'ai payé son cœur ! (1929)
- Dick-le-Diable, la terreur de l'Arizona (1930)
- La Gitane amoureuse (1930)
- La Femme trompée (1931)
- Les Bourreaux invisibles (1931)
- Les Larmes de la vie (1931)
- La Péniche du Danube (1931)
- Cigarol, l'homme qui dort (1933)
- Mady Bijou (1935)
- La Malle en peau de chèvre (1937)
- Vincente l'amoureuse (1937)
- Secret de femme (1938)
- L'Amour de la gamine (1942), publication posthume

### Recueil de nouvelles
- Un nouveau coup de Zigomar (1939), recueil regroupant toutes les nouvelles parues dans la presse en 1938 (voir ci-dessous).

### Nouvelles

#### SérieZigomar
- Le « Z » au menton (1938)
- Les Corps inattendus (1938)
- Livré au fauve (1938)
- Les Pipes en or (1938)
- Le Volcan fantaisiste (1938)
- Les Tueurs d'ombre (1938)
- Le Pendu sans figure (1938)
- Le Train gazé (1938)

#### Autre nouvelle
- La Patte de lapin (1913)

### Théâtre
- Un gendre au cassoulet (1892), comédie en 1 acte, lire en ligne sur Gallica
- La Sonate en mi (1893), comédie en 1 acte
- Bisbis de ménage (1893), comédie en 1 acte, lire en ligne sur Gallica
- Jacques l'Honneur (1894), drame en 5 actes
- Madame Agathe (1910), pièce en 1 acte

### Adaptations au cinéma
.

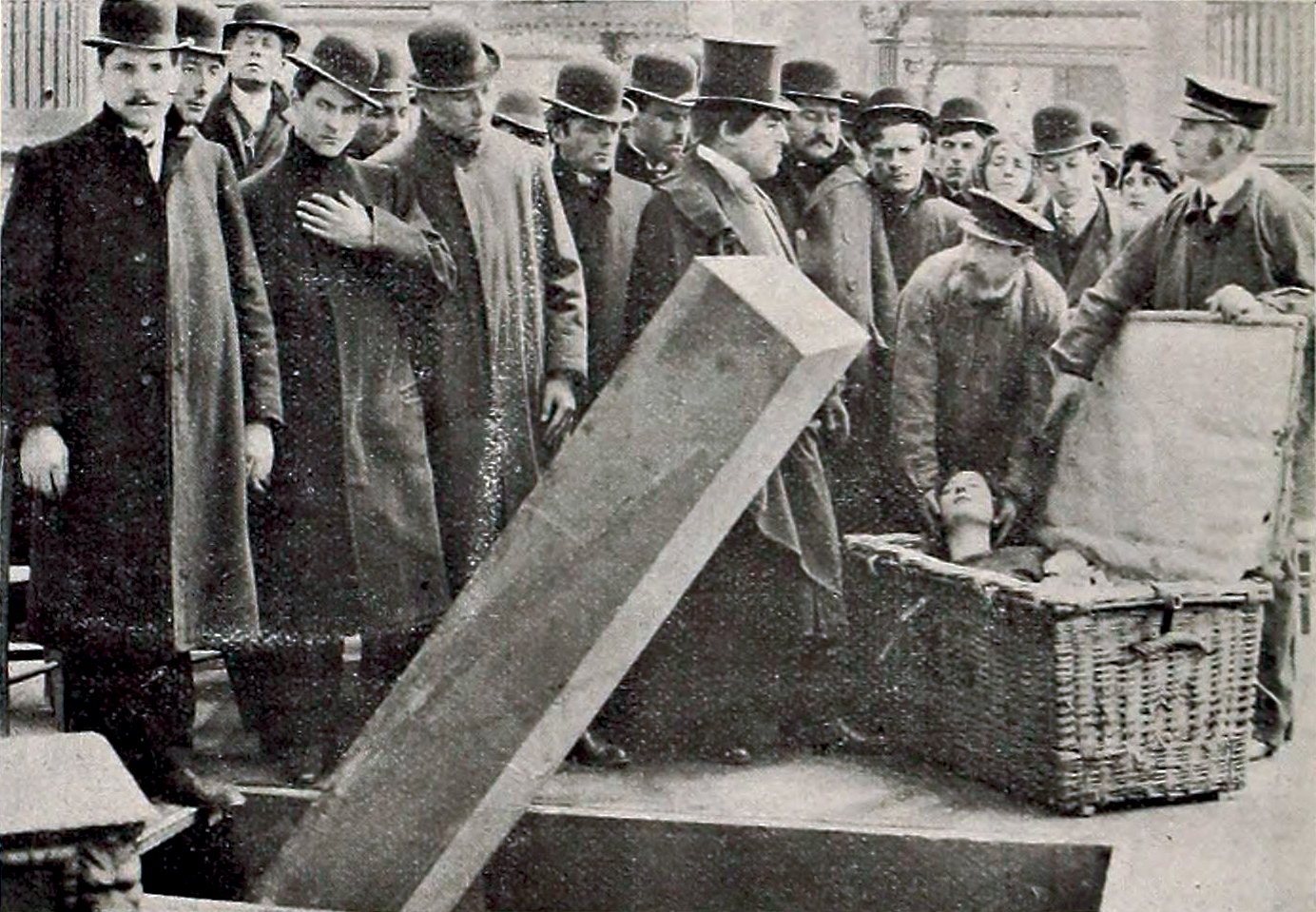
1911, L'enlèvement de Riri-la-Jolie

- 1911 : Zigomar par Victorin-Hippolyte Jasset ;
- 1912 : Zigomar contre Nick Carter par Victorin-Hippolyte Jasset ;
- 1913 : Zigomar, peau d'anguille par Victorin-Hippolyte Jasset ;
- 1924 : Enfants de Paris par Albert-Francis Bertoni ;
- 1937 : Enfants de Paris par Gaston Roudès.